# Walter Camp Coach of the Year
Le Walter Camp Coach of the Year Award est une récompense décernée chaque année au meilleur entraîneur principal de football américain dont l'équipe évolue en NCAA Div. I FBS. 
Le lauréat est désigné par un groupe composé d'entraîneurs principaux de Div. I FBS NCAA et de directeurs sportifs désignés par la Fondation Walter Camp Football. 
Le nom du trophée fait référence à Walter Camp, un des créateurs du football américain. Le trophée est remis lors d'une cérémonie qui se tient sur le campus de l'Université de Yale à New Haven dans l'état du Connecticut.

## Palmarès
| Saisons | Lauréats             | Équipes                                 |
| ------- | -------------------- | --------------------------------------- |
| 1967    | John Pont (en)       | Hoosiers de l'Indiana                   |
| 1968    | Woody Hayes (en)     | Buckeyes d'Ohio State                   |
| 1969    | Bo Schembechler (en) | Wolverines du Michigan                  |
| 1970    | Bob Blackman (en)    | Big Green de Dartmouth                  |
| 1971    | Bob Devaney (en)     | Cornhuskers du Nebraska                 |
| 1972    | Joe Paterno          | Nittany Lions de Penn State             |
| 1973    | Johnny Majors (en)   | Panthers de Pittsburgh                  |
| 1974    | Barry Switzer        | Sooners de l'Oklahoma                   |
| 1975    | Frank Kush (en)      | Sun Devils d'Arizona State              |
| 1976    | Frank R. Burns (en)  | Scarlet Knights de Rutgers              |
| 1977    | Lou Holtz (en)       | Razorbacks de l'Arkansas                |
| 1978    | Warren Powers (en)   | Tigers du Missouri                      |
| 1979    | John Mackovic (en)   | Demon Deacons de Wake Forest            |
| 1980    | Vince Dooley (en)    | Bulldogs de la Géorgie                  |
| 1981    | Jackie Sherrill (en) | Panthers de Pittsburgh                  |
| 1982    | Jerry Stovall (en)   | Tigers de LSU                           |
| 1983    | Mike White (en)      | Fighting Illini de l'Illinois           |
| 1984    | Joe Morrison         | Gamecocks de la Caroline du Sud         |
| 1985    | Fisher DeBerry (en)  | Falcons de l'Air Force                  |
| 1986    | Jimmy Johnson        | Hurricanes de Miami                     |
| 1987    | Dick MacPherson      | Orange de Syracuse                      |
| 1988    | Don Nehlen (en)      | Mountaineers de la Virginie-Occidentale |
| 1989    | Bill McCartney (en)  | Buffaloes du Colorado                   |
| 1990    | Bobby Ross           | Yellow Jackets de Georgia Tech          |
| 1991    | Bobby Bowden         | Seminoles de Florida State              |
| 1992    | Gene Stallings (en)  | Crimson Tide de l'Alabama               |
| 1993    | Terry Bowden (en)    | Tigers d'Auburn                         |
| 1994    | Joe Paterno          | Nittany Lions de Penn State             |
| 1995    | Gary Barnett (en)    | Wildcats de Northwestern                |
| 1996    | Bruce Snyder (en)    | Sun Devils d'Arizona State              |
| 1997    | Lloyd Carr           | Wolverines du Michigan                  |
| 1998    | Bill Snyder (en)     | Wildcats de Kansas State                |
| 1999    | Frank Beamer (en)    | Hokies de Virginia Tech                 |
| 2000    | Bob Stoops (en)      | Sooners de l'Oklahoma                   |
| 2001    | Ralph Friedgen (en)  | Terrapins du Maryland                   |
| 2002    | Kirk Ferentz (en)    | Hawkeyes de l'Iowa                      |
| 2003    | Bob Stoops (en)      | Sooners de l'Oklahoma                   |
| 2004    | Tommy Tuberville     | Tigers d'Auburn                         |
| 2005    | Joe Paterno          | Nittany Lions de Penn State             |
| 2006    | Greg Schiano (en)    | Scarlet Knights de Rutgers              |
| 2007    | Mark Mangino (en)    | Jayhawks du Kansas                      |
| 2008    | Nick Saban           | Crimson Tide de l'Alabama               |
| 2009    | Gary Patterson (en)  | Horned Frogs de TCU                     |
| 2010    | Chip Kelly           | Ducks de l'Oregon                       |
| 2011    | Les Miles (en)       | Tigers de LSU                           |
| 2012    | Brian Kelly          | Fighting Irish de Notre Dame            |
| 2013    | David Cutcliffe (en) | Blue Devils de Duke                     |
| 2014    | Gary Patterson (en)  | Horned Frogs de TCU                     |
| 2015    | Dabo Swinney         | Tigers de Clemson                       |
| 2016    | Mike MacIntyre (en)  | Buffaloes du Colorado                   |
| 2017    | Mark Richt           | Hurricanes de Miami                     |
| 2018    | Nick Saban           | Crimson Tide de l'Alabama               |
| 2019    | Ed Orgeron (en)      | Tigers de LSU                           |
| 2020    | Jamey Chadwell (en)  | Chanticleers de Coastal Carolina        |
| 2021    | Luke Fickell (en)    | Bearcats de Cincinnati                  |
| 2022    | Sonny Dykes (en)     | Horned Frogs de TCU                     |
| 2023    | Kalen DeBoer (en)    | Huskies de Washington                   |
| 2024    | Curt Cignetti (en)   | Hoosiers de l'Indiana                   |